# Feingeriefter Kahlkopf
Der Feingeriefte Kahlkopf (Deconica inquilina, Syn.: Psilocybe inquilina) ist eine Pilzart aus der Familie der Träuschlingsverwandten (Strophariaceae). Als Saprobiont ernährt er sich von abgestorbenen Pflanzenteilen, etwas von Totholz oder verfaulten Grasresten. Anders als die meisten Pilze seiner Gattung enthält er keine psychoaktiven Substanzen.

## Merkmale

### Makroskopische Eigenschaften
Der Feingeriefte Kahlkopf bildet büschelig wachsende, in Hut und Stiel gegliederte Fruchtkörper mit 4 bis 20 mm breitem, konvexem bis stumpf konischem Hut, der im Alter ausgebreitet sein kann. Die Hutfarbe reicht von hellbeigeocker bis rotbraun, bei Nässe wird der Hut fleckig (hygrophan). Der Hutrand ist gerade bis leicht aufgebogen und bis etwa zum halben oder dreiviertelten Radius durchscheinend gerieft. Die Huthaut ist in feuchtem Zustand schmierig glänzend und abziehbar. Velumreste sind nur als kleine Flocken auf dem Hut und vor allem an dessen Rand vorhanden, verschwinden jedoch meist mit zunehmendem Alter.
Der zylindrische, hohle Stiel des Feingerieften Kahlkopfes ist wie der Hut gefärbt, 8 bis 17 mm lang und einen bis 1,5 mm stark. Oft ist er gekrümmt und wird nach oben hin schmäler, während er am unteren Ende keilförmig zugespitzt oder leicht verdickt ist und dunkler wird. Er ist faserig und weist in Form von hellen Fasern zurückgebliebene Velumreste auf.
Die etwa 12 bis 26 Lamellen sind breit angewachsen oder schwach herablaufend, grauocker oder fleischgrau bis ockerbraun, alt erd- bis dunkelbraun; die violettbraune Färbung anderer Arten der Gattung fehlt ihnen im Alter.
Der Sporenabdruck des Feingerieften Kahlkopfes ist rotbraun, die Intensität der Färbung variiert dabei. Das Pilzfleisch verfügt über keinen ausgeprägten Geschmack, auch der Geruch des Pilzes ist nicht besonders ausgeprägt.

### Mikroskopische Eigenschaften
Der Feingeriefte Kahlkopf verfügt über etwa 7,0–10,0 × 5,0–7,0 × 4,0–6,0 µm große, abgeflachte Sporen, deren Form zwischen rhombisch und elliptisch variiert. Die Sporenwände sind rund 0,5 µm stark, die Keimpore der Sporen misst im Durchmesser etwa 1,5 µm. Die Sporen sitzen je zu viert (in seltenen Fällen einzeln oder zu zweit) auf den 12–30 × 5,5–9 µm großen Basidien. Der Pilz besitzt keine Pleurozystiden, allerdings sind Cheilozystiden vorhanden, die ca. 18–38 × 5–8 µm messen, farblos sind und deren Form sich zwischen lageniform (Zystidenhals etwa halb so dünn wie der Zystidenkörper) und annähernd filiform (länglich zylindrisch und dünn) bewegt. Sie verfügen über einen 2,5 –3,8 µm breiten Hals, der an der Basis manchmal einen klebrigen Tropfen von 5 bis 15 µm Durchmesser aufweist.

## Artabgrenzung
Verwechslungsmöglichkeiten bestehen vor allem mit dem Weißflockigen Klebkopf (Deconica crobula). Dieser ist, anders als der Feingeriefte Kahlkopf, möglicherweise psychoaktiv und verfügt über größere Sporen und kürzere Zystiden. Im Gegensatz zum Feingerieften Kahlkopf weist er auch Velumreste als Zähnchen am äußersten Hutrand auf und wächst hauptsächlich auf Totholz.

## Ökologie
Der Feingeriefte Kahlkopf ist ein saprobiontischer Bewohner von Pflanzenresten, der auf faulendem Holz, Ästchen, Holzstückchen, an Sägespänen, verholzten Stängeln, auf bloßer Erde oder verfaulten Grasresten wächst. Die Art ist nicht an bestimmte Waldtypen gebunden, sie kommt an Wegrändern, an Ruderalplätzen, in Gebüschen, Hecken in Waldrandgesellschaften und auf Kahlschlägen. Die Fruchtkörper erscheinen vom Frühjahr bis Herbst.

## Verbreitung
Der Feingeriefte Kahlkopf kommt in Nordamerika (Kalifornien, Oregon, Washington und British Columbia), Südamerika (Argentinien, Chile, Uruguay) und Europa (von Frankreich bis Ungarn und Schweden bis Italien) vor. Wahrscheinlich umfasst das Verbreitungsgebiet des Pilzes auch noch weitere Länder: Er tritt in der Regel nicht sehr häufig auf, besiedelt aber sehr großräumige Gebiete.

## Systematik
Für den Feingerieften Kahlkopf werden keine Unterarten oder Varietäten anerkannt. Die vormals als var. crobula bezeichneten Pilze werden mittlerweile von vielen Autoren als eigene Art, der Weißflockige Klebkopf behandelt. Andere Autoren erkennen diese Unterteilung nicht an, besonders die unterschiedlichen Standorte von crobula und inquila, sowie die unterschiedlichen mikroskopischen Eigenschaften spielen dabei eine Rolle.

## Bedeutung
Der Feingeriefte Kahlkopf enthält wie die anderen Arten der Gattung Deconica keine psychoaktiven Substanzen. Er wird deshalb nicht als Droge konsumiert. Über den Speisewert des Pilzes ist nichts bekannt.